# Echinolaophonte veniliae
Echinolaophonte veniliae is een eenoogkreeftjessoort uit de familie van de Laophontidae. De wetenschappelijke naam van de soort is voor het eerst geldig gepubliceerd in 1992 door Cottarelli, Forniz & Bascherini.